# O.V. Vijayan
O. V. Vijayan, de son nom complet Ottupulackal Velukkuty Vijayan, est un écrivain et dessinateur de presse indien né le 2 juillet 1930 et mort le 30 mars 2005. Auteur influent dans la littérature moderne en malayalam, il accède à la notoriété avec son premier roman, Khasakkinte Itihasam, publié en 1969. Son œuvre comporte six romans, neuf recueils de nouvelles et neuf recueils d'essais, de mémoires et de réflexions.

## Biographie
Né à Palakkad en 1930, Vijayan fréquente le Victoria College de Palakka (en) puis obtient un diplôme de Master en littérature anglaise au Presidency College de Madras (en). Il écrit en 1953 sa première nouvelle, Tell Father Gonsalves. Son premier roman, Khasakkinte Itihasam (Les Légendes de Khasak) paraît en 1969. Cet ouvrage déclenche une véritable révolution dans le monde littéraire et les fictions en malayalam. Bien que son premier livre représente son meilleur succès, ses travaux ultérieurs reflètent son transcendantalisme comme Gurusagaram (en) (The Infinity of Grace), Pravachakante Vazhi (The Path of the Prophet) et Thalamurakal (Generations)
Vijayan a réalisé de nombreuses nouvelles, aussi bien sur un ton humoristique que philosophique, qui présentent une gamme étendue de situations, d'angles et de styles. L'écrivain a lui-même traduit la majorité de ses travaux en anglais. Il a également exercé comme dessinateur de presse et observateur de la vie politique, en travaillant dans des titres de presse comme The Statesman et The Hindu.

## Œuvres

### Romans
- Khasakkinte Itihasam (Les Légendes de Khasak), DC Books, 1969, 231 p. (ISBN 978-81-7130-126-3, lire en ligne)
- Dharmapuranam (The Saga of Dharmapuri), DC Books, 1985 (lire en ligne)
- Gurusagaram (The Infinity of Grace), DC Books, 1987 (lire en ligne)
- Madhuram Gayathi, DC Books, 1990 (ASIN B007E5FFA4, lire en ligne)
- Pravachakante Vazhi, DC Books, 1993 (ISBN 978-81-7130-258-1, lire en ligne)
- Thalamurakal (Generations), DC Books, 1997, 346 p. (ISBN 978-81-7130-742-5, lire en ligne)

### Nouvelles
- Oru Neenda Rathriyude Ormakkayi (kathakaḷ - Remembering a Long Night : stories), Sāhityapr̲avarttaka Sahakaraṇasaṅghaṃ : National Book Stall, 1979 (lire en ligne)
- O. V. Vijayant̲e Kathakaḷ (Short Stories of Vijayan), DC Books, 2000, 863 p. (ISBN 978-81-264-0220-5, lire en ligne)
- Asanthi : Rathiyude Kathakal (Unrest : Stories of Lust), DC Books, 1985 (ISBN 978-93-86560-54-4)
- Balabodhini : kathakaḷ, Sāhityapr̲avarttaka Sahakaraṇasaṅghaṃ : National Book Stall, 1985 (lire en ligne)
- Kadaltheerathu, DC Books, 1988 (lire en ligne)
- Kattu Paranja Katha (The Stories Told by the Wind), DC Books, 1989 (lire en ligne)
- Poothaprabandhavum Mattu Kathakalum (Poothaprabandham and Other Stories), DC Books, 1993 (ISBN 978-81-7130-279-6, lire en ligne)
- Kure Kathabeejangal (kathakaḷ : Stories), DC Books, 1995 (ISBN 978-81-7130-546-9, lire en ligne)
- O. V. Vijayante Kathakal, DC Books, 2000, 863 p. (ISBN 978-81-264-0220-5, lire en ligne)
- Arakshithavastha (Insecurity), DC Books, 2007, 60 p. (ISBN 978-81-264-1471-0, lire en ligne)
- Samudrathilekku Vazhithetti Vanna Paralmeen, DC Books

### Recueils d'essais
- Oru Sindoora Pottinte Orma, DC Books, 1987 (lire en ligne)
- Khoshayathrayil Thaniye (Alone in the Procession), DC Books, 1988
- Vargasamaram Swathwam, DC Books, 1988
- O. V. Vijayante Kurippukal (Notes), Current Books, 1988 (lire en ligne)
- Ente Charithranewshana Pareekshakal (My Experiments with History), DC Books, 1989 (lire en ligne)
- Sandehiyude Samvadam, Current Books, 1991 (lire en ligne)
- Haindhavanum Athuhaindhavanum, Current Books, 1998 (lire en ligne)
- Andhanum Akalangal Kaanunnavanum : (lekhanangaḷ : The Blind and The Seer : satirical essays), DC Books, 2001 (ISBN 978-81-264-0299-1, lire en ligne)
- Vargasamaram, Swathwam, DC Books, 2005

### Mémoires
- Ithihasathinte Ithihasam, DC Books, 1989 (ISBN 978-81-264-2877-9)
- Vijayan : A Cartoonist Remembers, Rupa & Company, 2002, 116 p. (ISBN 978-81-7167-883-9, lire en ligne)
- Vijayante Kathukal (Vijayan's Letters), DC Books, 2011 (ISBN 978-81-264-3325-4)

### Dessins
- Ithiri Neramboke, Ithiri Darsanam (cartoons), DC Books, 1990
- Tragic idiom : O.V. Vijayan's cartoons & notes on India, Kottayam, Kerala, DC Books, 2006 (ISBN 978-81-264-1235-8, OCLC 123377620)

### Traductions en anglais
- After the hanging and other stories, New Delhi, India, Penguin, 1989 (ISBN 978-0-14-012617-4, OCLC 22731313)
- The Saga of Dharmapuri, Penguin Group USA, 1988, 160 p. (ISBN 978-0-14-010787-6)
- The legends of Khasak, New Delhi, Penguin Books, 1994, 216 p. (ISBN 978-93-5118-009-8, OCLC 624323262, lire en ligne)
- The infinity of grace, New Delhi, Penguin Books, 1996 (ISBN 978-0-14-026007-6, OCLC 36470487)
- Selected Fiction, Penguin, 1999, 645 p. (ISBN 978-0-14-028965-7, lire en ligne)

### Traductions en français
- Les Légendes de Khasak, Fayard, 2004, 275 p. (ISBN 978-2-213-61994-1, lire en ligne)
- L'Aéroport, traduction du malayalam par Dominique Vitalyos, Revue Europe, nov-dec. 2002, pp. 236–241
- O.V. Vijayan: Les Rochers, translated from English by Valérie Blavignac, Revue Europe avril 2001, pp. 132–138.

### Traductions en hindi
- Samudra Thad Par, Katha, coll. « Translation of "Kadaltheerathu" », 1997, 20 p. (ISBN 978-81-85586-55-7, lire en ligne)